# Mike Rostampour
Mike Rostampour (St. Paul, Minnesota, 20 de diciembre de 1991) es un baloncestista estadounidense con nacionalidad iraní que juega en la posición de ala-pívot. Fue internacional con la selección de baloncesto de Irán, llegando a disputar la Copa Mundial de Baloncesto de 2019 y los Juegos Olímpicos de Tokio 2020.

## Trayectoria
Rostampour jugó un año con los Grayson Vikings en la División I de la NJCAA y otro año más con los St. Cloud State Huskies en la División II de la NCAA, antes de transferirse en 2012 a la Universidad de Nebraska Omaha. Luego de un año de inactividad tras ser designado redshirt, actuó dos temporadas con los Mavericks en The Summit League de la División I de la NCAA, registrando promedios de 9,7 puntos y 7,6 rebotes por partido en 61 presentaciones. 
Comenzó su carrera como profesional en el BC Prievidza de la SBL de Eslovaquia, con el que jugó durante la temporada 2015-16. Retornó al equipo para el tramo final de la temporada 2016-17, previo paso por la NBL de Canadá donde jugó para los Cape Breton Highlanders.
En 2018 se incorporó a San Salvador BC para disputar la Liga de las Américas 2018. Culminado el certamen se unió a los Caballeros de Culiacán del CIBACOPA de México. Posteriormente regresó a San Salvador BC contratado para actuar en la Liga Mayor de Baloncesto de El Salvador, siendo una de las figuras del equipo y disputado el Juego de las Estrellas de esa temporada.
Luego de una nueva experiencia con el BC Prievidza en la temporada 2018-19, Rostampour hizo su debut en el baloncesto iraní al ser fichado por el Chemidor Teherán en octubre de 2019. Posteriormente jugó para el Shahrdari Gorgan BC.

## Selección nacional
Siendo descendiente de iraníes, Rostampour fue habilitado para jugar con la selección de baloncesto de Irán. Disputó la Copa Mundial de Baloncesto de 2019, en la que su equipo finalizó en la vigésimo tercera posición. Dos años después, integró el equipo iraní que compitió en el torneo de baloncesto de los Juegos Olímpicos de Tokio 2020 y que finalizó en la decimosegunda ubicación. 